# Endless loop
「endless loop」（エンドレスループ）は、ROUAGEのメジャー8枚目のシングル。1998年6月1日発売。マーキュリー・ミュージックエンタテインメント（現・ユニバーサルミュージック）よりリリース。

## 解説
- サンテレビ「LEGEND OF BASARA」オープニングテーマ。
- バンド唯一のアニメタイアップである。

## 収録曲
（全作詞：KAZUSHI、編曲：ROUAGE+Akira Nishihira）
1. endless loop
  - 作曲：RIKA
2. ねがい
  - 作曲：SHONO